# 2011년 세계 남자 주니어 핸드볼 선수권 대회
2011년 세계 남자 주니어 핸드볼 선수권 대회는 그리스 테살로니키에서 2011년 7월 17일부터 7월 31일까지 열린 18번째 세계 주니어 선수권 대회이다.
틀:세계 핸드볼 선수권 대회